# 鼻葉短吻獅子魚
鼻葉短吻獅子魚，為輻鰭魚綱鮋形目杜父魚亞目獅子魚科的其中一種，分布於西南太平洋紐西蘭Hikurangi海底平原，棲息深度可達1800公尺，為深海底棲性魚類，體長可達16.3公分，生活習性不明。

## 擴展閱讀
維基物種上的相關：鼻葉短吻獅子魚